# Liverpool FC (rezerva a akademie)
Rezerva Liverpoolu FC je rezervní tým profesionálního anglického fotbalové klubu Liverpool FC. Rezerva hraje ligovou sezónu v Premier League do 21 let, což je nejvyšší liga v Anglii pro tuto věkovou kategorii. Trenérem je Michael Beale.
Akademie Liverpoolu FC je výběr hráčů do 18 a níže let. Kategorie jsou v Liverpoolu od 6 do 18 let. Tým U18 působí v Premier League do 18 let a v FA Youth Cupu. Trenérem je Neil Critchley.

## Sestava U21
Aktuální k datu: 11. únor 2016
| Číslo |          | Pozice | Hráč            |
| ----- | -------- | ------ | --------------- |
| —     | Anglie   | B      | Andrew Firth    |
| —     | Anglie   | O      | Tom Brewitt     |
| —     | Anglie   | O      | Sam Hart        |
| —     | Maďarsko | O      | Kristóf Polgár  |
| —     | Irsko    | O      | Corey Whelan    |
| —     | Nigérie  | Z      | Oviemuno Ejaria |

| Číslo |           | Pozice | Hráč                  |
| ----- | --------- | ------ | --------------------- |
| —     | Španělsko | Z      | Madger Gomes          |
| —     | Irsko     | Z      | Alex O'Hanlon         |
| —     | Anglie    | Z      | Adam Phillips         |
| —     | Anglie    | Z      | Daniel Trickett-Smith |
| —     | Anglie    | Z      | Matthew Virtue-Thick  |
| —     | Wales     | Z      | Harry Wilson          |
| —     | Indie     | Ú      | Chhangte Lallianzuala |

## Sestava U18
| Číslo |            | Pozice | Hráč              |
| ----- | ---------- | ------ | ----------------- |
| —     | Anglie     | B      | Shamal George     |
| —     | Irsko      | B      | Caoimhin Kelleher |
| —     | Anglie     | B      | Owen Wheeler      |
| —     | Polsko     | B      | Kamil Grabara     |
| —     | Anglie     | O      | Josh Dobie        |
| —     | Anglie     | O      | George Johnston   |
| —     | Anglie     | O      | Kane Lewis        |
| —     | Irsko      | O      | Conor Masterson   |
| —     | Anglie     | O      | Kris Owens        |
| —     | Anglie     | O      | Mich'el Parker    |
| —     | Anglie     | O      | Suleman Naeem     |
| —     | Nizozemsko | Z      | Bobby Adekanye    |

| Číslo |             | Pozice | Hráč                   |
| ----- | ----------- | ------ | ---------------------- |
| —     | Anglie      | Z      | Trent Alexander-Arnold |
| —     | Austrálie   | Z      | Jake Brimmer           |
| —     | Anglie      | Z      | Yan Dhanda             |
| —     | Anglie      | Z      | Liam Griffin           |
| —     | Anglie      | Z      | Herbie Kane            |
| —     | Anglie      | Z      | Callum Nicholas        |
| —     | Portugalsko | Z      | Paulo Alves            |
| —     | Anglie      | Z      | Jack Watts             |
| —     | Anglie      | Z      | Harvey Whyte           |
| —     | Wales       | Ú      | Ben Woodburn           |
| —     | Portugalsko | Ú      | Toni Gomes             |
| —     | USA         | Ú      | Brooks Lennon          |

## Úspěchy

### Rezerva
- Central League ( 16× )
  - 1956/57, 1968/69, 1969/70, 1970/71, 1972/73, 1973/74, 1974/75, 1975/76, 1976/77, 1978/79, 1979/80, 1980/81, 1981/82, 1983/84, 1984/85, 1989/90
- Premier Reserve League National ( 1× )
  - 2007/08
- Premier Reserve League – sever ( 2× )
  - 1999/00, 2007/08
- Lancashire Combination ( 2× )
  - 1896/97, 1899/00
- Liverpool Senior Cup ( 40× )
  - 1893, 1901, 1902, 1903, 1905, 1907, 1909, 1910, 1912, 1913, 1915, 1920, 1925, 1927, 1929, 1930, 1934, 1936, 1937, 1939, 1942, 1943, 1946, 1947, 1948, 1951, 1952, 1962, 1964, 1968, 1977, 1980, 1981, 1982, 1997, 1998, 2002, 2004, 2009, 2010
- Lancashire Senior Cup ( 11× )
  - 1919, 1920*, 1924, 1931, 1933, 1944, 1947, 1956, 1959, 1973, 2010
- Liverpool Challenge Cup ( 4× )
  - 1954, 1959, 1960, 1961

### Akademie
- Lancashire League – 1. divize ( 6× ) 
  - 1965/66, 1967/68, 1968/69, 1971/72, 1977/78, 1982/83
- Lancashire League – 2. divize ( 7× )
  - 1961/62, 1965/66, 1967/68, 1972/73, 1975/76, 1976/77, 1992/93
- Lancashire League – 3. divize ( 1× )
  - 1960/61
- FA Youth Cup ( 3× )
  - 1996, 2006, 2007
- Liverpool Youth Cup ( 3× )
  - 1954, 1956, 1958
- Lancashire Division One League Cup ( 3× )
  - 1960, 1966, 1967
- Lancashire Division Two League Cup ( 5× )
  - 1962, 1966, 1967, 1973, 1980
- Lancashire Division Three League Cup ( 1× )
  - 1961